# 卡米亞諾-科斯圖瓦捷
47°59′43″N 31°34′20″E / 47.99528°N 31.57222°E
卡米亞諾-科斯圖瓦捷（烏克蘭語：Кам'яно-Костувате），是烏克蘭南部的村莊，隸屬尼古拉耶夫州的沃茲涅先斯克區。該村始建於1796年，面積1.02平方公里，海拔高度144米，2001年人口424，人口密度每平方公里415.7人。